# Valmartino
Valmartino és una població del municipi de Cistierna, al nord-est de la província de Lleó, a la comunitat autònoma de Castella i Lleó. Està situada a 1.040 metres sobre el nivell de la mar. Les seves coordenades són 42° nord i 5° oest. És un dels 11 pobles que componen l'Ajuntament de Cistierna. Es troba a 2 km d'aquesta vila a la carretera LE-232 o CL-626 direcció Sahagún. La distància a Lleó és de 67 km.
El seu origen històric es desconeix amb certesa, però es dedueix per les restes arqueològiques trobades que podria haver estat ja habitada per càntabres i àsturs. Tot i que la primera ressenya certa és un document del monestir Reial de san Benito de Sahagún datat el 8 de juliol de l'any 895 en el qual s'esmenta una vila a la Vall de Martino sobre el riu Esla.